# Tulasnella griseorubella
Tulasnella griseorubella är en svampart som tillhör divisionen basidiesvampar, och som beskrevs av Viktor Litschauer. Tulasnella griseorubella ingår i släktet Tulasnella, och familjen Tulasnellaceae. Arten är reproducerande i Sverige.